# Гарсия Камбон, Карлос
Ка́рлос Мари́я Гарси́я Камбо́н (исп. Carlos María García Cambón; 27 марта 1949, Буэнос-Айрес — 27 апреля 2022) — аргентинский футболист и футбольный тренер, играл на позиции нападающего. 3 февраля 1974 года в Суперкласико с «Ривер Плейтом», играя за «Боку Хуниорс», оформил покер и «Бока» выиграла матч со счётом 5:2.

## Биография

### Игровая карьера
Гарсия Камбон в течение четырёх сезонов играл за «Чакариту Хуниорс», с которым в 1969 году выиграл Метрополитано. 
В 1974 году перешёл в «Боку Хуниорс», за которую дебютировал в  Суперкласико с «Ривер Плейтом» и в этом матче оформил покер — «Бока» выиграла матч со счётом 5:2. Гарсия Камбон является единственным с этим рекордом на данный момент футболистом, который забил 4 мяча в «Суперкласико». В составе «сине-золотых» он выиграл Метрополитано и Насьональ, сыграв в общей сложности 155 матчей и забил 47 голов.
В 1977 году перешёл в «Унион» из Санта-Фе. Продолжил карьеру в родной команде «Чакарита Хуниорс», в которой играл в 1978 году. Играл в Греции и США и завершил карьеру на родине в «Лома Негра».

### Тренерская карьера
В мае-июне 1998 года работал исполняющим обязанности главного тренера «Боки Хуниорс», в качестве которого одержал 4 победы, 2 ничьи и проиграл 1 матч. Затем он работал в Боливии с «Блумингом» и в Индонезии со столичной «Персиджей.

### Смерть
Скончался 27 апреля 2022 года в возрасте 73 лет от аневризмы брюшной аорты.

## Достижения
«Чакарита Хуниорс»
- Чемпион Аргентины (1): Метрополитано 1969

«Бока Хуниорс»
- Чемпион Аргентины (2): Метрополитано 1976, Насьональ 1976